# Le Chant du départ
Le chant du départ (in italiano, letteralmente, "Il canto della partenza") è un inno composto nel 1794 da Marie-Joseph Chénier e musicato da Étienne Nicolas Méhul. Fu l'inno del Primo Impero francese.

## Testo
|    | Le chant du départ                                      |
|    |                                                         |
|    | La victoire en chantant nous ouvre la barrière.         |
|    | La Liberté guide nos pas.                               |
|    | Et du nord au midi, la trompette guerrière              |
|    | A sonné l'heure des combats.                            |
|    |                                                         |
| 5  | Tremblez, ennemis de la France,                         |
|    | Rois ivres de sang et d'orgueil !                       |
|    | Le Peuple souverain s'avance ;                          |
|    | Tyrans descendez au cercueil.                           |
|    |                                                         |
|    | Chant des guerriers (Refrain)                           |
| 10 | La République nous appelle                              |
|    | Sachons vaincre ou sachons périr                        |
|    | Un Français doit vivre pour elle                        |
|    | Pour elle un Français doit mourir.                      |
|    |                                                         |
|    | Une mère de famille                                     |
| 15 | De nos yeux maternels ne craignez pas les larmes :      |
|    | Loin de nous de lâches douleurs !                       |
|    | Nous devons triompher quand vous prenez les armes :     |
|    | C'est aux rois à verser des pleurs.                     |
|    | Nous vous avons donné la vie,                           |
| 20 | Guerriers, elle n'est plus à vous ;                     |
|    | Tous vos jours sont à la patrie :                       |
|    | Elle est votre mère avant nous.                         |
|    |                                                         |
|    | Refrain (seulement ici)                                 |
|    |                                                         |
|    | La République vous appelle                              |
| 25 | sachez vaincre ou sachez périr                          |
|    | un Français doit vivre pour elle                        |
|    | Pour elle un Français doit mourir                       |
|    |                                                         |
|    | Deux vieillards                                         |
|    | Que le fer paternel arme la main des braves ;           |
| 30 | Songez à nous au champ de Mars ;                        |
|    | Consacrez dans le sang des rois et des esclaves         |
|    | Le fer béni par vos vieillards ;                        |
|    | Et, rapportant sous la chaumière                        |
|    | Des blessures et des vertus,                            |
| 35 | Venez fermer notre paupière                             |
|    | Quand les tyrans ne seront plus.                        |
|    |                                                         |
|    | (Refrain)                                               |
|    |                                                         |
|    | Un enfant                                               |
|    | De Barra, de Viala le sort nous fait envie ;            |
| 40 | Ils sont morts, mais ils ont vaincu.                    |
|    | Le lâche accablé d'ans n'a point connu la vie :         |
|    | Qui meurt pour le peuple a vécu.                        |
|    | Vous êtes vaillants, nous le sommes :                   |
|    | Guidez-nous contre les tyrans ;                         |
| 45 | Les républicains sont des hommes,                       |
|    | Les esclaves sont des enfants.                          |
|    |                                                         |
|    | (Refrain)                                               |
|    |                                                         |
|    | Une épouse                                              |
|    | Partez, vaillants époux ; les combats sont vos fêtes ;  |
| 50 | Partez, modèles des guerriers ;                         |
|    | Nous cueillerons des fleurs pour en ceindre vos têtes : |
|    | Nos mains tresseront vos lauriers.                      |
|    | Et, si le temple de mémoire                             |
|    | S'ouvrait à vos mânes vainqueurs,                       |
| 55 | Nos voix chanteront votre gloire,                       |
|    | Nos flancs porteront vos vengeurs.                      |
|    |                                                         |
|    | (Refrain)                                               |
|    |                                                         |
|    | Une jeune fille                                         |
|    | Et nous, sœurs des héros, nous qui de l'hyménée         |
| 60 | Ignorons les aimables nœuds ;                           |
|    | Si, pour s'unir un jour à notre destinée,               |
|    | Les citoyens forment des vœux,                          |
|    | Qu'ils reviennent dans nos murailles                    |
|    | Beaux de gloire et de liberté,                          |
| 65 | Et que leur sang, dans les batailles,                   |
|    | Ait coulé pour l'égalité.                               |
|    |                                                         |
|    | (Refrain)                                               |
|    |                                                         |
|    | Trois guerriers                                         |
|    | Sur le fer devant Dieu, nous jurons à nos pères,        |
| 70 | À nos épouses, à nos sœurs,                             |
|    | À nos représentants, à nos fils, à nos mères,           |
|    | D'anéantir les oppresseurs :                            |
|    | En tous lieux, dans la nuit profonde,                   |
|    | Plongeant l'infâme royauté,                             |
| 75 | Les Français donneront au monde                         |
|    | Et la paix et la liberté.                               |
|    |                                                         |
|    | (Refrain)                                               |